# Huominen on huomenna
Huominen on huomenna (in finlandese "Il domani è domani") è il secondo singolo del duo finlandese JVG, tratto dal terzo album di studio, Voitolla yöhön. Il brano è stato pubblicato il 7 febbraio 2014 dalla PME Records. Il brano prevede la partecipazione della cantante pop Anna Abreu.
La musica del brano è stato composto da Jarkko Ehnqvist e dalla stessa Anna Abreu mentre il testo è stato composto da Ehnqvist, dalla Abreu e dai JVG.
Il video musicale è stato girato a Los Angeles
Il brano è entrato nelle classifiche nazionali raggiungendo la prima posizione nelle classifiche relative ai brani più venduti e ai brani più scaricati.

## Tracce
Formato digitale
1. Huominen on huomenna (feat. Anna Abreu) – 3:42 (testo: J. Ehnqvist, A. Abreu, J. J. Brand, V.-P. Galle – musica: J. Ehnqvist, A. Abreu)
2. Huominen on huomenna (feat. Anna Abreu) – 2:33 – MDS remix

CD promozionale
1. Huominen on huomenna (feat. Anna Abreu) – 3:40

## Classifica
| Classifica           | Massima posizione |
| -------------------- | ----------------- |
| Finlandia            | 1                 |
| Finlandia (digitale) | 1                 |
| Finlandia (radio)    | 1                 |